# Via Merulana
Via Merulana è una strada situata nel centro storico di Roma, che collega la basilica di Santa Maria Maggiore alla basilica di San Giovanni in Laterano, lungo i rioni Monti ed Esquilino. È anche nota per essere l'ambientazione del romanzo Quer pasticciaccio brutto de via Merulana (1946) di Carlo Emilio Gadda.

## Storia
La via moderna segue il tracciato della cinquecentesca via Gregoriana tracciata dal papa Gregorio XIII e prolungata da papa Sisto V per offrire un adeguato scenario a processioni e cortei pontifici tra Santa Maria Maggiore, San Giovanni in Laterano, la Scala Santa e basilica di Santa Croce in Gerusalemme. Attorno sorsero dal XVII secolo ville patrizie suburbane, l'ultima delle quali (1830) fu villa Wolkonsky, l'unica conservatasi quasi integra mentre le altre cadevano sotto il piccone dell'urbanizzazione umbertina.
In passato era la via del Merli, che portava ai prata Meruli, che era una tenuta ove oggi sorge l'Ospedale San Giovanni in Laterano, la zona comprendeva sia parte della zona del Laterano che quella di Santa Maria Maggiore, la via tagliava il Cimbro.

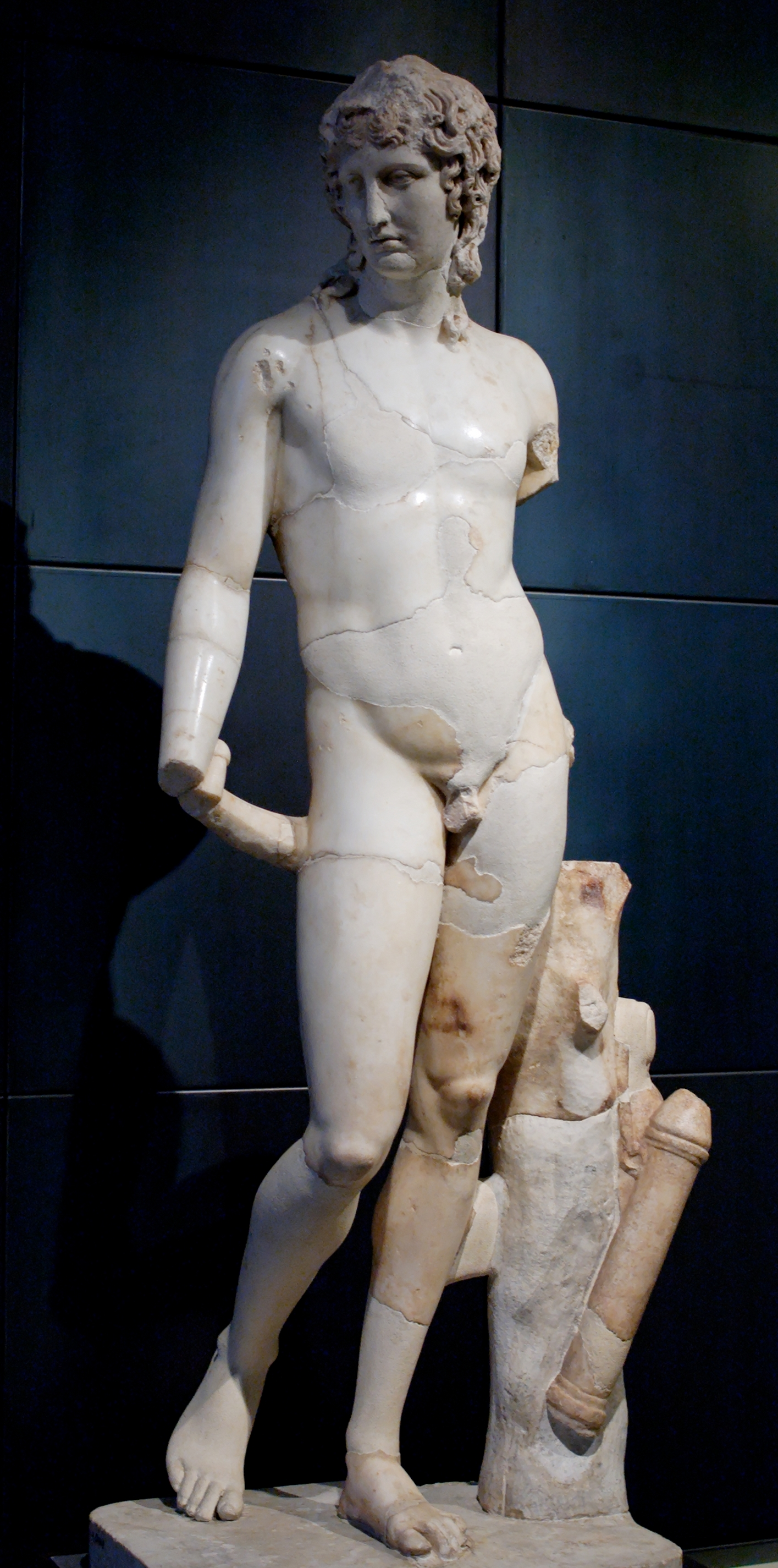
Statua di Eros, trovata nel 1876 su via Merulana (Musei capitolini, sala degli Orti di Mecenate, copia di età antonina da originale del IV secolo a.C.)

È menzionata nell'Ordo Benedicti, secondo cui andava dal Ninfeo di Alessandro (i cosiddetti «Trofei di Mario» in piazza Vittorio Emanuele II) fino alle arcate neroniane dell'Aqua Claudia, sul Celio. Come toponimo era usato in tre antiche chiese: S. Bartholomaei de Merulana o in Capite Merulanae, S. Basilidis in Merulana e S. Matthaei in Merulana.

### Denominazione
Fino al 1871 la strada era denominata "via Coroncina", per poi essere ridenominata "via Merulana" con proposta al Consiglio Comunale n. 16 del 30 novembre 1871.

## Luoghi d'interesse
Lungo la moderna via Merulana, da via Labicana a piazza di San Giovanni in Laterano, si trovano la basilica di Sant'Antonio da Padova all'Esquilino e la chiesa dei Santi Marcellino e Pietro al Laterano, mentre nel tratto da via Labicana a piazza di Santa Maria Maggiore, si trovano il Palazzo Merulana, risultato della ristrutturazione dell'ex Ufficio d'Igiene del Comune di Roma, è un museo che raccoglie la vasta collezione di quadri della Fondazione Cerasi, il teatro Brancaccio, il cosiddetto Auditorium di Mecenate, ovvero un ninfeo facente parte degli Horti Maecenatis, e la chiesa di Sant'Alfonso all'Esquilino.